# EQ Весов
EQ Весов (лат. EQ Librae) — одиночная переменная звезда в созвездии Весов на расстоянии (вычисленном из значения параллакса) приблизительно 16300 световых лет (около 4998 парсеков) от Солнца. Видимая звёздная величина звезды — от +16m до +15,5m.

## Характеристики
EQ Весов — пульсирующая переменная звезда типа RR Лиры (RR).